# Shakespeare Birthplace Trust
Shakespeare Birthplace Trust o SBT es una fundación que tiene por objetivo la conservación de los lugares shakespearianos en Stratford-upon-Avon, Warwickshire, en Inglaterra.

## Historia
Creada en 1847 con la adquisición de la casa natal de William Shakespeare y su familia, tiene como objetivo conservar los lugares simbólicos del legado del Bardo.

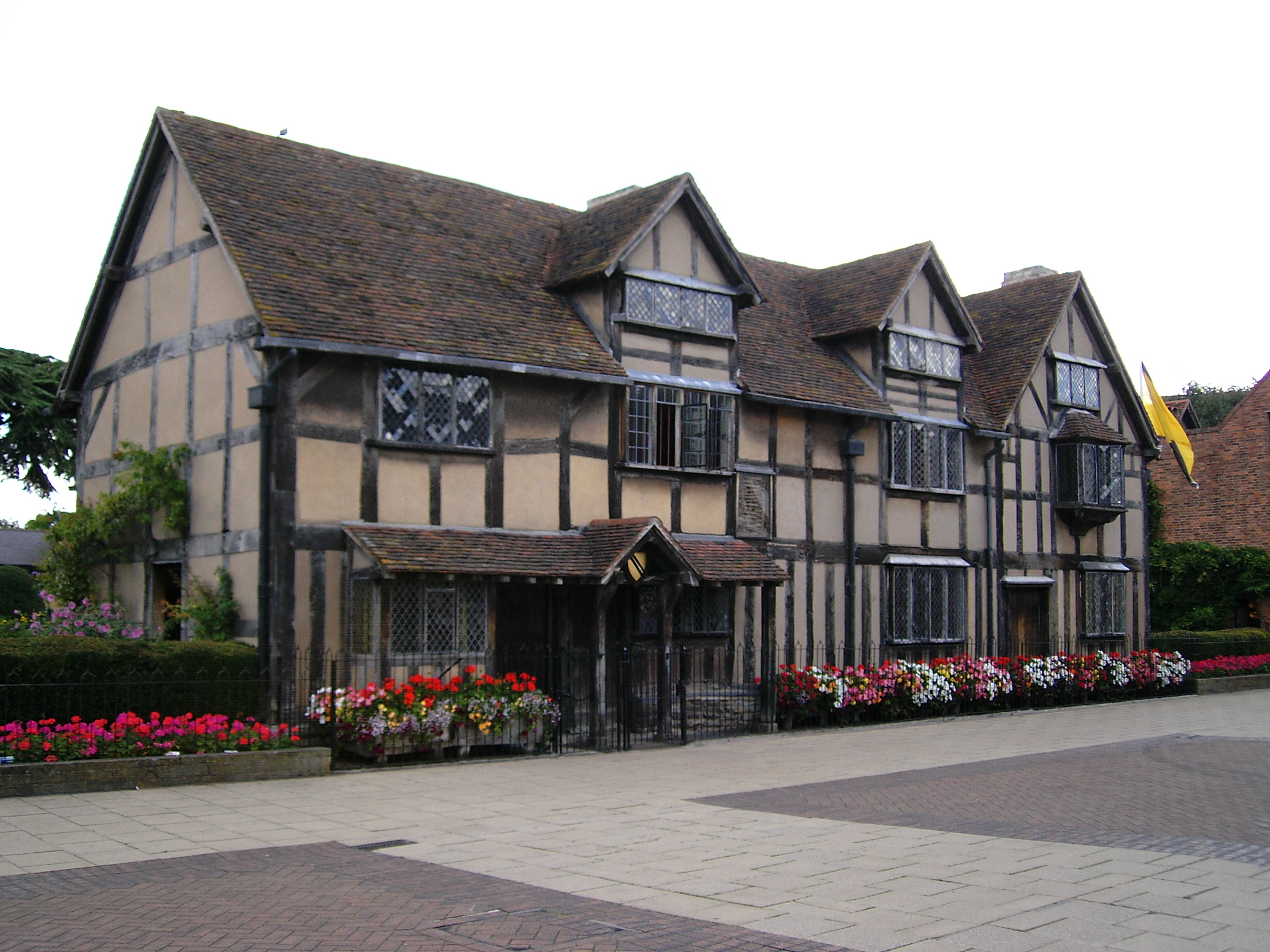
Casa natal de William Shakespeare
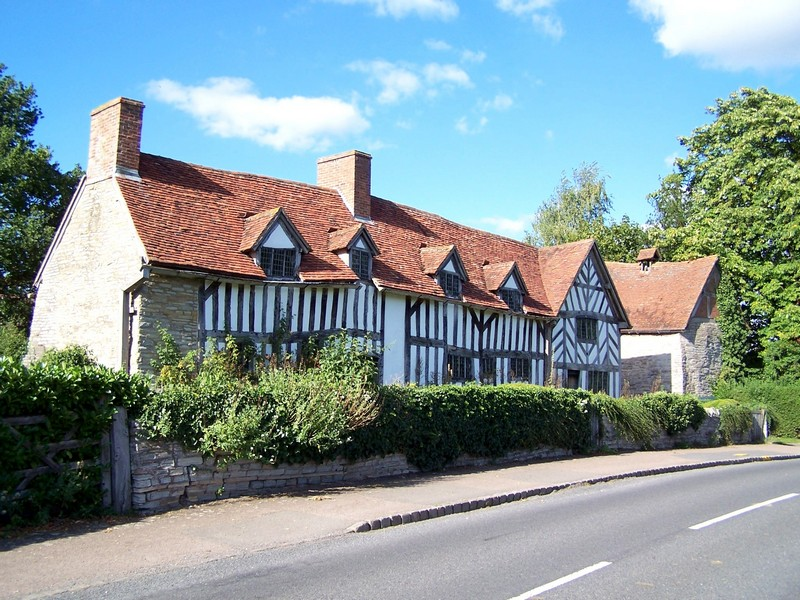
Casa natal de Mary Arden, madre de Shakespeare
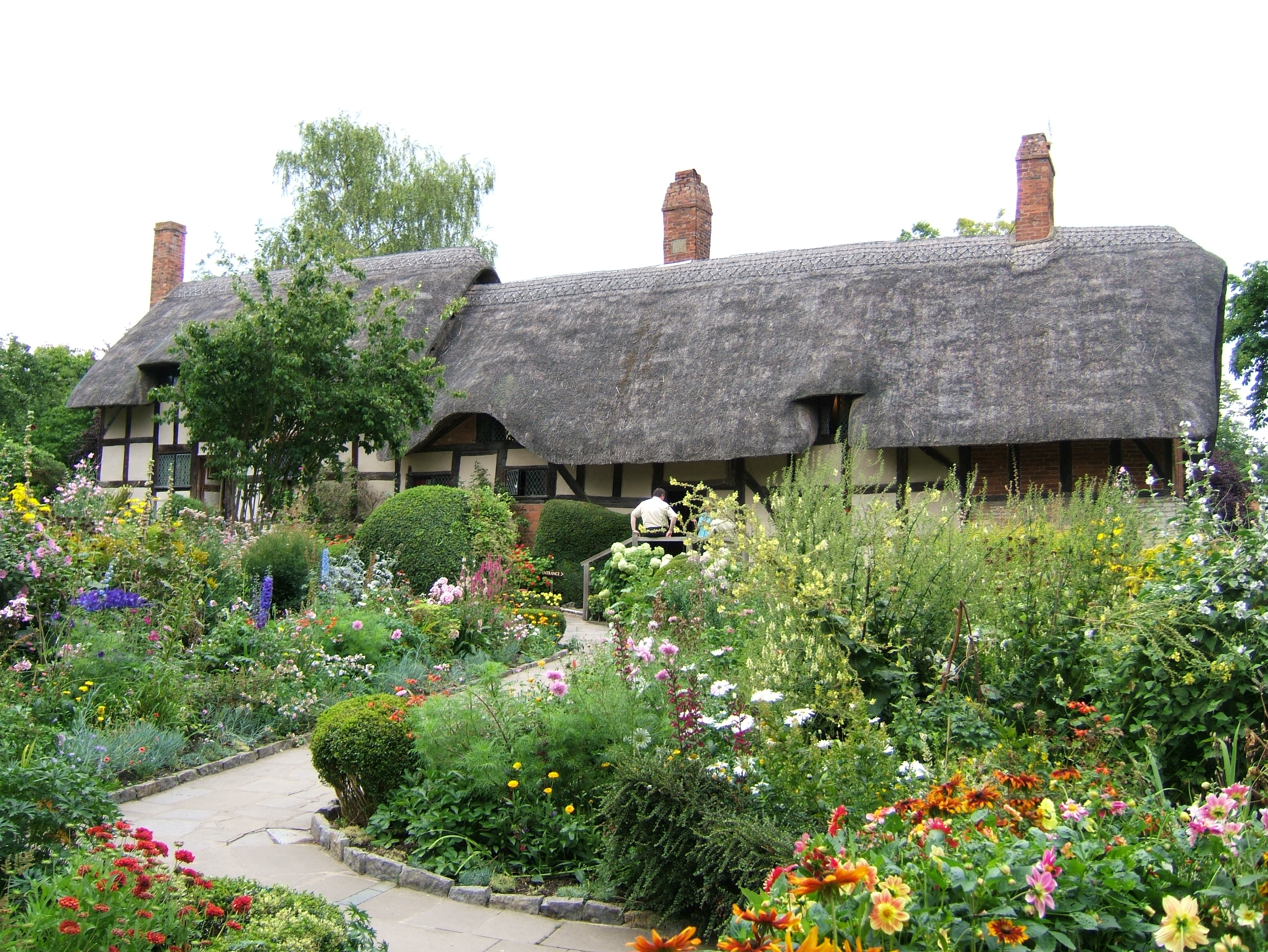
Casa natal de Anne Hathaway, esposa de Shakespeare
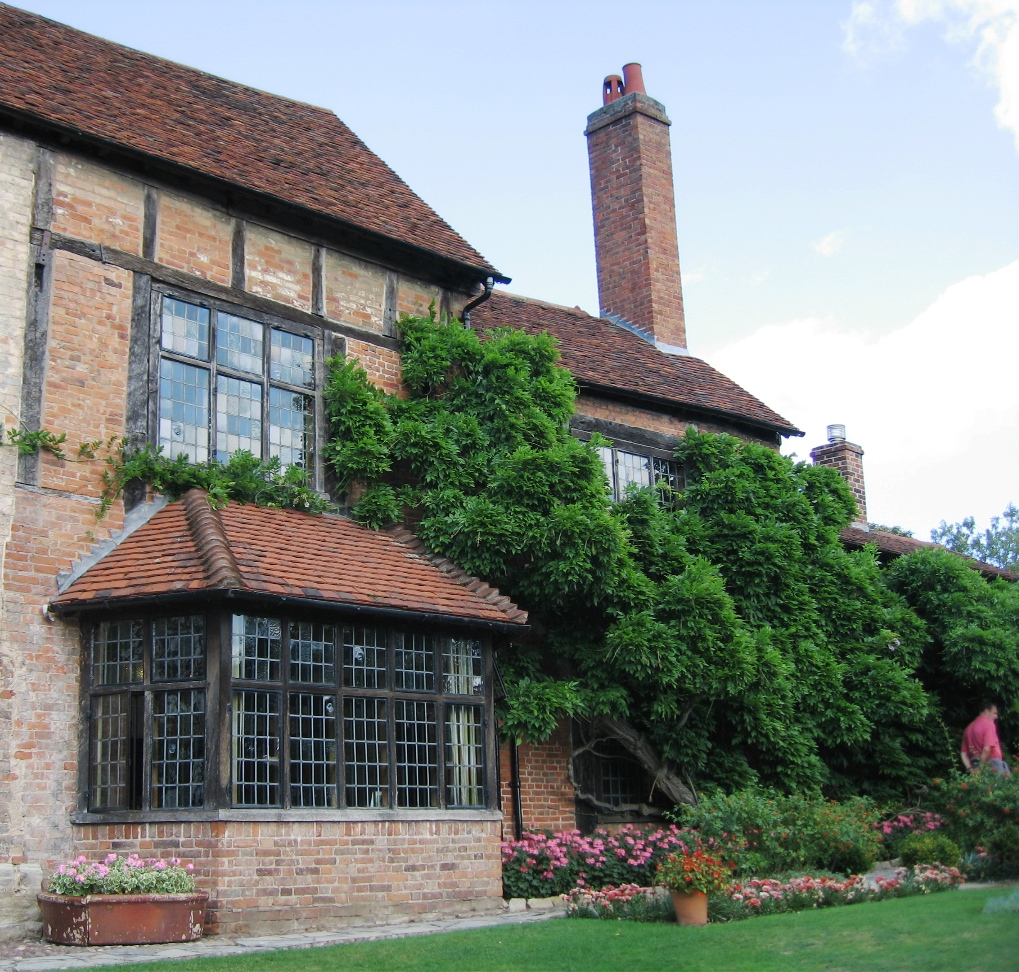
Casa de Elizabeth Halle, nieta de Shakespeare, también llamada Casa Nash
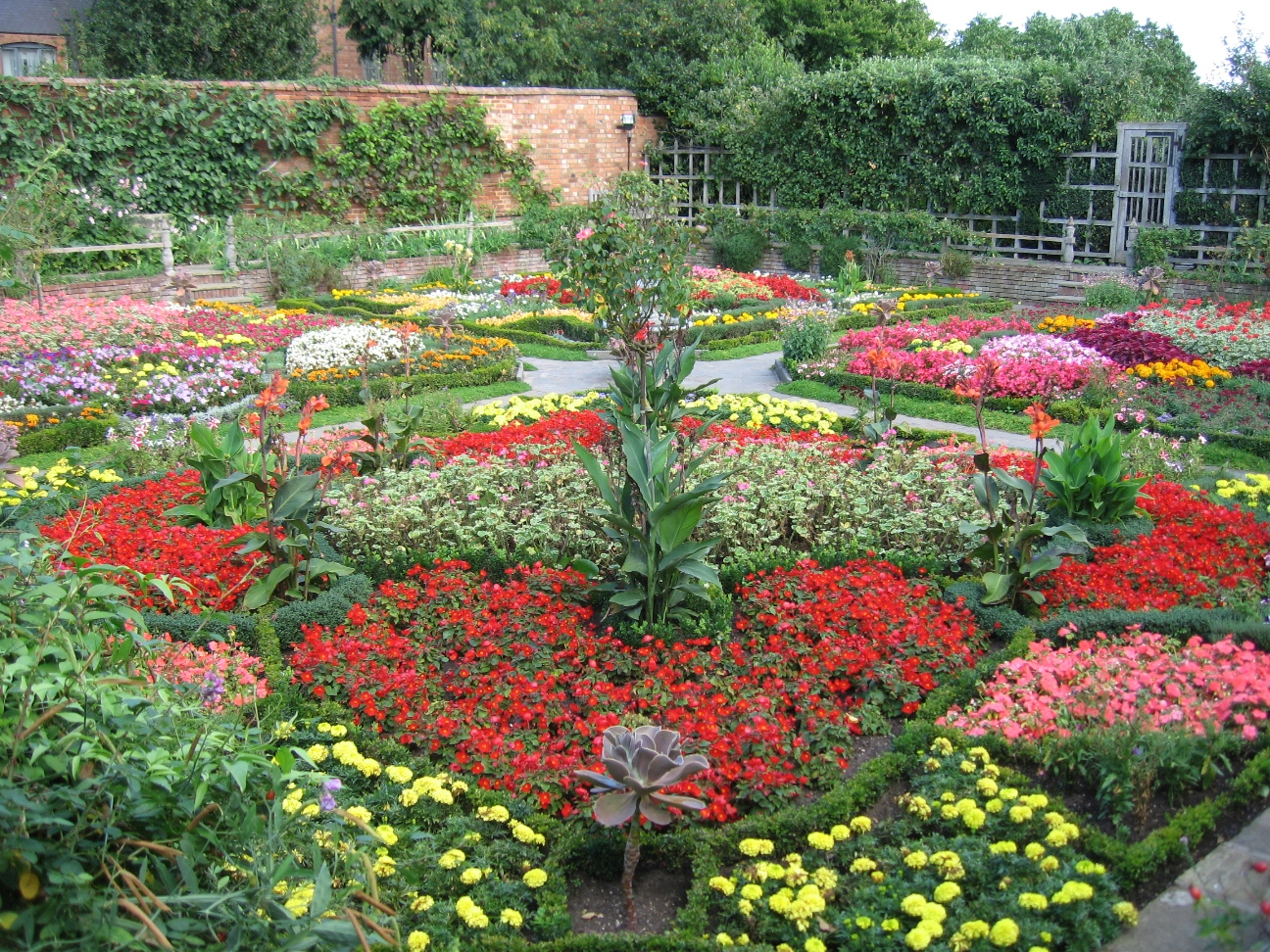
Casa de New Place, últimos espacios de Shakespeare
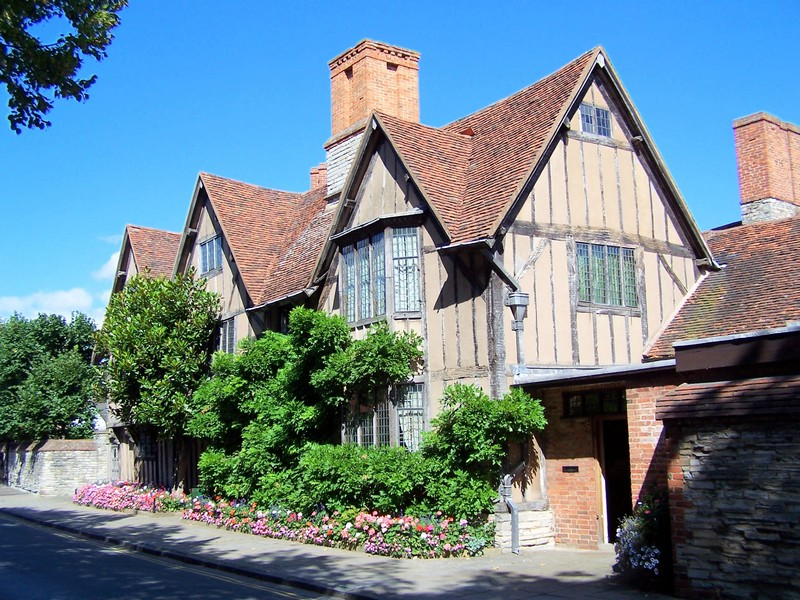
Hall's Croft, casa de la hija de Shakespeare Susanna Hall
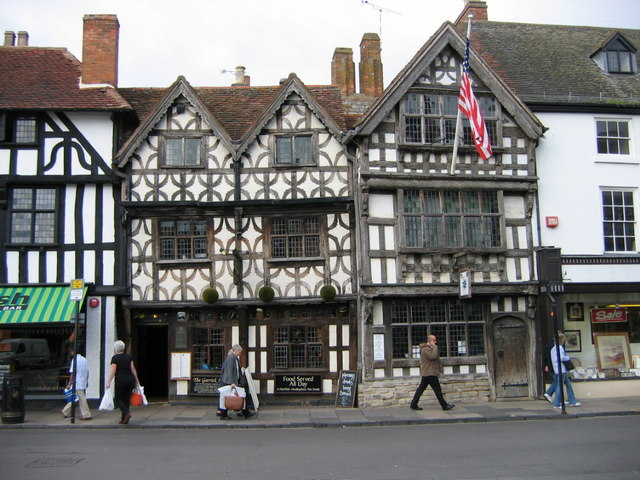
Harvard House, casa de la madre de John Harvard